# Mogoča
Mogoča è una città della Russia siberiana sudorientale (kraj Zabajkal'skij), situata presso la confluenza del fiume omonimo con l'Amazar, 709 km a nordest del capoluogo Čita; è il capoluogo amministrativo del distretto omonimo.

## Società

### Evoluzione demografica
Fonte: mojgorod.ru
- 1959: 14.700
- 1970: 17.900
- 1989: 17.800
- 2000: 14.900
- 2007: 11.900